# Roc de Saint-Cirq
Roc de Saint-Cirq ist eine Höhle im französischen Ort Saint-Cirq, Gemeinde Les Eyzies, im Département Dordogne. Sie enthält Ritzzeichnungen aus dem Magdalénien. Saint-Cirq liegt am rechten Ufer der Vézère, ungefähr auf halbem Weg  zwischen Les Eyzies und Le Bugue. Der Ort kann über die D 47 erreicht werden.

## Geographie, Geologie und Beschreibung
Die Höhle Roc de Saint-Cirq, auch als Höhle des Zauberers (franz. La Grotte du Sorcier) oder seltener als Höhle von Vic bezeichnet, wurde nach dem Roc de Saint-Cirq benannt, einer Steilwand in Kalken des Turoniums nordwestlich oberhalb von Saint-Cirq. Der Eingang zur Höhle befindet sich am linken Wandfuß.
Die Höhle ist relativ klein, sie hat einen rechteckigen bis trapezförmigen Grundriss mit einer Gesamtlänge von 13 m und einer Breite von fünf bis sechs Metern. Die Höhle war in den letzten Jahrhunderten als Weinkeller benutzt worden; für diesen Zweck wurde durch eine Absenkung des Bodens mehr Raum geschaffen.

## Geschichte
Die Höhle ist seit alters her bekannt, die Ritzungen wurden erst 1952 von B. Mortureux und seiner Gattin erkannt, die auf tief eingravierte Wildpferde und das Tiefenrelief eines Wisents aufmerksam wurden. In den folgenden Jahren führten Henri Breuil und André Glory weitere Untersuchungen durch. Glory fertigte Pauszeichnungen der Abbildungen an. 1965 war hier André Leroi-Gourhan tätig, gefolgt von Alain Roussot und schließlich von Brigitte und Gilles Delluc im Jahr 1981, die eine detaillierte Inventur der Kunstwerke erstellten.

## Abbildungen
Insgesamt enthält die Höhle 15 meist unvollständige Gravuren. Dargestellt wurden mehrere menschliche Figuren, Wildpferde, Wisente, ein Steinbock und abstrakte Zeichen. Eine Besonderheit ist eine kleine Statuette einer Schildkröte. Unter den menschlichen Repräsentationen befindet sich der sogenannte Zauberer (oder Schamane), durch den die Höhle Berühmtheit erlangte. Diese Ritzung wurde im hintersten Teil der Höhle auf einer Ausbeulung des Deckenbereichs angebracht. Wie bei anderen Abbildungen des Jungpaläolithikums ist auch hier das Gesicht nur karikaturhaft gezeichnet worden, womöglich hat dies religiöse Hintergründe analog zum Bilderverbot. Der etwas dickbauchige Zauberer wird von einem Steinbock, einem Wisent, einem Wildpferd, einem dreiecksförmigen Zeichen und zwei weiteren menschlichen Profilen umgeben. Im vorderen Teil der Höhle finden sich dann weitere Wildpferde und ein Wisent ohne Kopf.

## Alter
Absolute Altersdatierungen für die Höhle Roc de Saint-Cirq sind nicht vorhanden. Stilistische Zuordnungen deuten auf Altes bis Mittleres Magdalénien, d. h. die Kunstwerke wurden wahrscheinlich im Zeitraum zwischen 17.000 und 15.000 Jahren BP angefertigt.

## Probleme mit der Konservierung der Kunstwerke
Der seit langer Zeit relativ leichte Zugang zur Höhle hat den Kunstwerken geschadet. Neben einem gelblichen Kalzitüberzug werden sie aufgrund von Feuchtigkeit von Algen, Moosen und Flechten bedroht. Die Gravuren wurden daraufhin gereinigt und gebürstet, was jedoch zu teilweisem Abplatzen der Oberfläche führte. Zur Regulierung und Stabilisierung des Höhlenklimas wurde der Eingang zugemauert und mit einer Metalltür versehen. Eine weitere Maßnahme zum Schutz der Höhle war die Beschränkung des täglichen Besucherstroms. Die Lage hat sich seitdem stabilisiert.

## Weltkulturerbe der UNESCO
Zusammen mit anderen Höhlen und Abris des Vézère-Tals ist die Höhle von Roc Saint-Cirq Weltkulturerbe der UNESCO.

## Museum etc.
In der Nähe der Höhle befindet sich ein kleines Museum, in dem Funde aus Saint-Cirq ausgestellt sind.
Sehenswert ist ferner die Höhlenfestung Pech Saint-Sourd mit mehreren unterirdischen Räumen und sogenannten cluzeaux (in den Fels gearbeitete, mit einer Öffnung versehene Kammern).